# 山室 (熊本市)
山室（やまむろ）は、熊本県熊本市北区の地名。一丁目から六丁目までが設置されている。2015年6月1日現在の住民基本台帳人口は2,389人。郵便番号860-0084。

## 地理
熊本市北区の南部に位置する住宅地。南北に貫く国道3号線を境に、西側に一丁目～三丁目、東側に四丁目～六丁目と分かれる。町域の西側は丘陵地となっており、前述の国道を跨ぐと東側へ向かってなだらかな地形が続く。東端の六丁目付近には広大な田園風景が広がる。
2010年代より、町域南東部にて住宅地の再開発が行われており、新築の一戸建てや賃貸マンションなどが建設されている。
また、町域西部の丘陵地中腹部にてメガソーラーの建設、国道3号線と国道387号線の交差点から西側への道路が延伸・接続され、熊本県道303号四方寄熊本線へのアクセスが改善されるなど、インフラの整備も進む。
東側に坪井川が流れている。北で飛田、東で八景水谷、南東で清水亀井町、南で高平、西で徳王、北西で大窪と接する。

## 交通

### 鉄道
当地には鉄道が通っていないが、坪井川の東側・同市八景水谷地区にて熊本電鉄菊池線八景水谷駅、堀川駅が利用可能である。

### バス
- 熊本電鉄バス（北3・北4系統） 「山室」バス停、「KMバイオ前」バス停
- 九州産交バス（京3・京4系統、県17系統） 「清水台団地入口」バス停

### 道路
- 国道3号（清水バイパス）
- 国道387号（飛田バイパス）
- 熊本県道303号四方寄熊本線

### 教育機関
- 山室地区内に教育機関はないが、熊本市立高平台小学校の校区内である。

### 医療機関
- 熊本機能病院
- くろき歯科

## 主な店舗
当該地区は南部に隣接する高平地区と並び、国道3号線沿いをはじめ、多数のロードサイド店が立ち並ぶ地区である。
- セブンイレブンテレビ熊本前店
- サイクルベースあさひ北熊本店
- ファミーユ清水
- 出光佐多石油（株）清水バイパスＳＳ
- 吉祥苑デイサービスセンター山室
- トヨタカローラ熊本
- ガリバー熊本清水バイパス店
- そば幸清水店
- おべんとうのヒライ清水バイパス店
- 旬彩台所まんま
- 焼肉ぱいんひる清水店
- リンガーハット 熊本清水バイパス店
- ばんから熊本清水バイパス店
- AOKI熊本清水バイパス店
- ビッグモーター熊本飛田店